# Cégep de la Gaspésie et des Îles

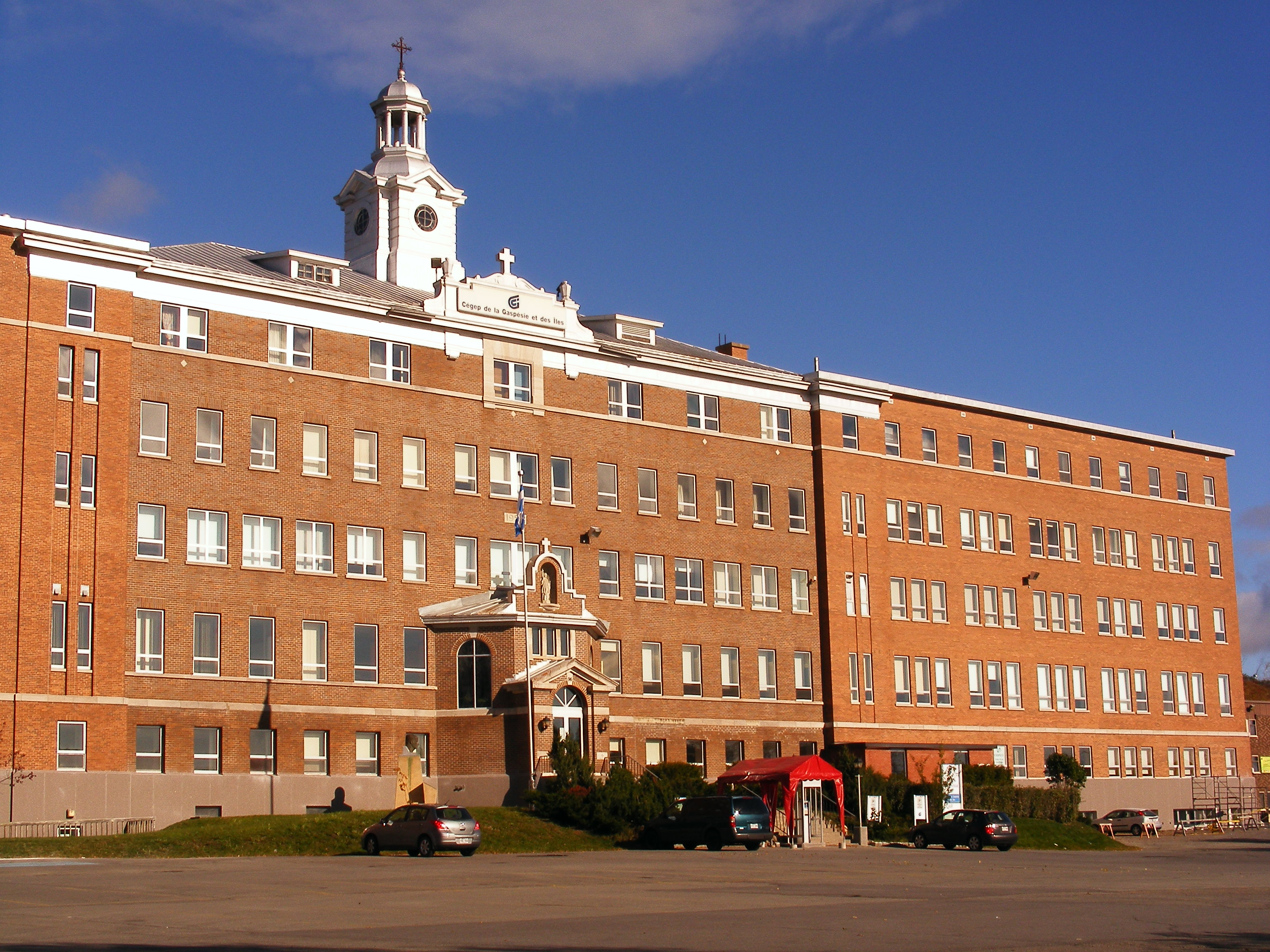
Campus de Gaspé du Cégep de la Gaspésie et des Îles.

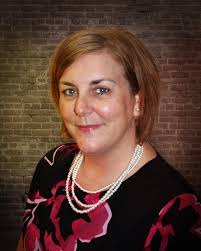
Yolaine Arseneau, la directrice générale du Cégep de la Gaspésie et des Îles. 17 juin 2019

Le Cégep de la Gaspésie et des Îles est un établissement d'études post-secondaires bilingue établi dans la région de la Gaspésie et des Îles-de-la-Madeleine dans la province de Québec. Il a été établi en 1968 à la suite du rapport Parent. Il a remplacé l'ancien séminaire de Gaspé. 
L'institution est actuellement formée de cinq campus : Gaspé, Grande-Rivière, Carleton, Îles-de-la-Madeleine et Montréal.Cette maison d'enseignement a la spécialité d'enseigner les techniques de la pêche à Grande-Rivière, les techniques d'éco-tourisme ainsi que de tourisme d'aventure à Gaspé. Les campus de Gaspé, Carleton et Grande-Rivière abritent respectivement chacun un centre collégial de transfert de technologie (CCTT) reconnus par le Ministère de l'Éducation, Enseignement supérieur et Recherche, soient: le Technocentre éolien, le CIRADD et Merinov CCTT des pêches.

## Histoire
- 1968 : Création du Cégep de la Gaspésie
- 1983 : Création du Centre spécialisé des pêches de Grande-Rivière, renommé École des pêches et de l'aquaculture du Québec en 2008 (CCTT). Création du Centre des Îles.
- 1989 : Création du Centre de Carleton.
- 2007 : Création du Centre éolien Corus (CCTT).
- 2015 : Ouverture du Campus Montréal en partenariat avec le Collège de Gestion, Technologie et Santé Matrix.

## Administration

### Liste des directeurs généraux
- Jules Hughes (1968-1978)
- Cornélius Brotherton (fin de 1978 : DG par intérim)
- Claude Jetté (1979-1983)
- Jules Bourque (fin de 1983 : DG par intérim)
- Jules Bourque (1984-1998)
- Roland Auger (1998-2013)
- Yves Galipeau (2013-2019)
- Yolaine Arseneau (juin 2019-